# ダンカーク
ダンカーク（英：Dunkirk）は、アメリカ合衆国生産の競走馬、種牡馬。

## 現役時代
2000年のケンタッキーオークス、マザーグースステークスを勝ったシークレットステータス（Secret Status）を母に持つ良血馬で、1歳時に上場された2007年のキーンランドセプテンバーセールでは、370万ドル(約3億8千万円)で落札された。
3歳1月にデビューし、初戦から2連勝で挑んだ2009年のフロリダダービーではクオリティロードの2着となる。続くケンタッキーダービーでは2番人気に推されたが、不良馬場の影響でマインザットバードの11着と惨敗した。しかし、ベルモントステークスでは果敢に逃げてサマーバードの2着に入った。通算成績は5戦2勝。

### 競走成績
以下の内容は、EQUIBASEの情報に基づく。
| 出走日     | 競馬場                 | 競走名               | 格 | 距離  | 着順 | 騎手           | 着差     | 1着（2着）馬         |
| ---------- | ---------------------- | -------------------- | -- | ----- | ---- | -------------- | -------- | -------------------- |
| 2009.01.24 | ガルフストリームパーク | 未勝利               |    | ダ7f  | 1着  | E.プラード     | 5馬身3/4 | （Santana Six）      |
| 0000.02.19 | ガルフストリームパーク | アローワンス         |    | ダ9f  | 1着  | G.ゴメス       | 4馬身3/4 | （Warrior's Reward） |
| 0000.03.28 | ガルフストリームパーク | フロリダダービー     | G1 | ダ9f  | 2着  | G.ゴメス       | 1馬身3/4 | Quality Road         |
| 0000.05.02 | チャーチルダウンズ     | ケンタッキーダービー | G1 | ダ10f | 11着 | E.プラド       |          | Mine That Bird       |
| 0000.06.06 | ベルモントパーク       | ベルモントステークス | G1 | ダ12f | 2着  | J.ヴェラスケス | 2馬身3/4 | Summer Bird          |

## 種牡馬時代
2010年からアッシュフォードスタッドで種牡馬入り。2013年に初年度産駒がデビューすると、その中からシャンペンステークス(GI)を制し、ブリーダーズカップ・ジュヴェナイルでも2着に入ったハヴァナ（Havana）などの活躍馬が出て、同年の2歳新種牡馬チャンピオンに輝いている。
2014年10月に日本のイーストスタッドへ導入され、地元・浦河の生産者を中心に、リース形式の大型シンジケートが組まれた。2015年から供用が開始され、初年度の種付け料は受胎条件150万円に設定され、150頭の繁殖牝馬を集めた。
2018年に日本供用後の初年度産駒がデビュー。同年7月29日札幌2Rの2歳未勝利（芝1200m）をキタイが制し、内国産世代の中央初勝利となった。同年、地方競馬のファーストシーズンチャンピオンサイアーとなっている。
2024年に種牡馬を引退し、同年7月から北海道沙流郡日高町のYogiboヴェルサイユリゾートファームへ移動し、功労馬として余生を過ごす事となった。

### 主な産駒・海外
- Havana（シャンペンステークス）[11]
- El Rey Brillante （チリ・タンテオデポトリジョス）[12]
- Leitone（チリ・ドスミルギニーズ）[13]

### 主な産駒・日本輸入後

#### グレード制重賞優勝馬
- 2019年産
  - アイスジャイアント（JBC2歳優駿）
- 2021年産
  - カピリナ（函館スプリントステークス）

#### 地方重賞優勝馬
- 2016年産
  - サウスグラスアップ（笠松・新緑賞）[14]
- 2017年産
  - エアーポケット（笠松・西日本ダービー）[15]
- 2019年産
  - アサクサロック（フルールカップ）
- 2020年産
  - スギノプリンセス（ブロッサムカップ）[16]
  - サルトアンヘル（星雲賞）[17]

## 血統表
| ダンカークの血統              | ダンカークの血統               | ダンカークの血統          | （血統表の出典）          | （血統表の出典） |
| 父系                          | ミスタープロスペクター系       | ミスタープロスペクター系  | ミスタープロスペクター系  | [ § 2 ]          |
| 父 Unbridled's Song 1993 芦毛 | 父の父Unbridled 1987 鹿毛      | Fappiano                  | Mr. Prospector            | Mr. Prospector   |
| 父 Unbridled's Song 1993 芦毛 | 父の父Unbridled 1987 鹿毛      | Fappiano                  | Killaloe                  |                  |
| 父 Unbridled's Song 1993 芦毛 | 父の父Unbridled 1987 鹿毛      | Gana Facil                | Le Fabuleux               | Le Fabuleux      |
| 父 Unbridled's Song 1993 芦毛 | 父の父Unbridled 1987 鹿毛      | Gana Facil                | Charedi                   |                  |
| 父 Unbridled's Song 1993 芦毛 | 父の母Trolley Song 1983 芦毛   | Caro                      | *フォルティノ             | *フォルティノ    |
| 父 Unbridled's Song 1993 芦毛 | 父の母Trolley Song 1983 芦毛   | Caro                      | Chambord                  |                  |
| 父 Unbridled's Song 1993 芦毛 | 父の母Trolley Song 1983 芦毛   | Lucky Spell               | Lucky Mel                 | Lucky Mel        |
| 父 Unbridled's Song 1993 芦毛 | 父の母Trolley Song 1983 芦毛   | Lucky Spell               | Incantation               |                  |
| 母 Secret Status 1997 栗毛    | 母の父A.P. Indy 1989 黒鹿毛    | Seattle Slew              | Bold Reasoning            | Bold Reasoning   |
| 母 Secret Status 1997 栗毛    | 母の父A.P. Indy 1989 黒鹿毛    | Seattle Slew              | My Charmer                |                  |
| 母 Secret Status 1997 栗毛    | 母の父A.P. Indy 1989 黒鹿毛    | Weekend Surprise          | Secretariat               | Secretariat      |
| 母 Secret Status 1997 栗毛    | 母の父A.P. Indy 1989 黒鹿毛    | Weekend Surprise          | Lassie Dear               |                  |
| 母 Secret Status 1997 栗毛    | 母の母Private Status 1991 栗毛 | Alydar                    | Raise a Native            | Raise a Native   |
| 母 Secret Status 1997 栗毛    | 母の母Private Status 1991 栗毛 | Alydar                    | Sweet Tooth               |                  |
| 母 Secret Status 1997 栗毛    | 母の母Private Status 1991 栗毛 | Miss Eva                  | Con Brio                  | Con Brio         |
| 母 Secret Status 1997 栗毛    | 母の母Private Status 1991 栗毛 | Miss Eva                  | Apolinea                  |                  |
| 母系(F-No.)                   | (FN:8-g)                       | (FN:8-g)                  | (FN:8-g)                  | [ § 3 ]          |
| 5代内の近親交配               | Raise a Native 5×4＝9.38%      | Raise a Native 5×4＝9.38% | Raise a Native 5×4＝9.38% | [ § 4 ]          |
| 出典                          | 1. 2. 3. 4.                    | 1. 2. 3. 4.               | 1. 2. 3. 4.               | 1. 2. 3. 4.      |